# シーナ (歌手)
シーナ（SHEENA、1953年〈昭和28年〉11月23日 - 2015年〈平成27年〉2月14日）は、日本の歌手。本名は鮎川 悦子（あゆかわ えつこ、旧姓：副田）。
夫でギタリストの鮎川誠と共に結成したロックバンド、シーナ&ザ・ロケッツにてボーカルを担当した。

## 来歴
- 1953年、福岡県若松市（現北九州市若松区）生まれ。ひとり娘である。父はアメリカ軍基地のハウスボーイを経てダンスホールマネージャーになった（後に洋装店を継いだ）。子供の頃から父の経営するダンスホールで様々なダンスを踊っていたという。幼い頃は虚弱児だったが、体を鍛え、中学2年生の時に陸上部でNHK放送陸上の九州大会に出場、ハードル部門で予選1位通過するまでになる[注釈 1]。また、小学校の卒業アルバムの寄せ書きには「私は歌手になって世界中を回りたい」と書いていた。中学3年生の時に一人で福岡から東京まで家出をしたことを皮切りに、中学・高校時代は自由と様々な音楽を求めて家出を繰り返す「夢見る家出少女」だったという。
- 1971年、高校3年生の夏休みに家出をして京都へ行く。その帰りに博多のダンスホール“ヤング・キラー”に立ち寄った際にロックバンド「サンハウス」で演奏する鮎川と出会う。ステージ終了後に意気投合、すぐに交際を深め、同棲生活を始めた。4年ほどの同棲を経て妊娠を機に結婚。1976年、双子の女児を出産。
- 1978年、鮎川が所属していたバンドが解散。同年、鮎川の楽曲を女性シンガーが歌うことになり、レコーディングスタジオについて行ったところ、その女性シンガーから唐突に水を向けられ、チャック・ベリーの「カム・オン」を歌うこととなった。それまでシンガーの経験はなかったが、幼い頃から「一枚でいいから自分で歌ったレコードを作りたい」という夢が再燃、「歌いたい」と鮎川に告白した。それを受けた鮎川が「シーナがボーカルをとるバンドを作ろう」と決意。シーナ&ザ・ロケッツを結成するに至り、シーナは、ボーカルを担うことになった。同年福岡から上京した。（幼い娘を両親に預けての決意だったと言う。）
- 1978年10月25日、『涙のハイウェイ』でデビュー。ニュー・ウェイヴ、パンク旋風にあって、サウンドやビジュアル面で60'Sポップスから大胆なリスペクトをした内容になっている。バンド活動をするにあたり、活動名を「シーナ」とする。この名は、夫の鮎川の祖母の名前が「鮎川シナ」であったことと、2人が好きなバンド・ラモーンズの「シーナはパンクロッカー」という曲が由来[2]。
- 1980年、ロサンゼルスの大手、A&Mレコードから英語版を全世界に向けて発表。
- 1982年、細野晴臣をはじめとするYMOチームのバックアップによるテクノとガールズ・ポップを融合させたソロアルバム『いつだってビューティフル』を発表する。 また、「ベイビー・メイビー」、「ハッピー・ハウス」、「キッチン・パニック」などキャッチーな言葉のセンスと飾らない自身の気質を活かした作詞でも定評を得た。
- 2004年、北九州若松の野外音楽堂を使用した初のロック・フェスティバル「高塔山ロックフェス」を発案、以降シーナ&ザ・ロケッツとして11年間参加。
- 2008年シーナ＆ロケッツ結成30周年を迎え、オリジナルアルバム  『JAPANIK』をリリース。5月恵比寿ガーデンホールにて新作『JAPANIK』発売と結成30周年を祝う『S&R HAPPY 30th ANNIVERSARY SPECIAL』を開催。内田裕也、細野晴臣、高橋幸宏、柴山俊之、永井隆、花田裕之、チバユウスケ、大貫憲章、DJ.IHARAらがゲストとして駆けつけた。5人編成となり、30th Anniversary Tourを開催。40本を超えたツアーは各地で、30年目が最もフレッシュなグループのライブとして話題を集める。『RISING SUN ROCK FESTIVAL 2008 in EZO』に出演。北海道から沖縄まで36ヵ所にてツアー開催。
- 2009年、北九州市の観光大使に任命される。同年、ロックでハッピーに生きる術を語った 『YOU MAY DREAM〜ロックで輝きつづけるシーナの流儀〜』を上梓。シーナはこの本で初めて手術のことを告白し、鮎川誠と共に爆音の中ステージで歌える喜びを綴っている。（30年以上に渡る過酷なライブ・ツアーで喉を酷使したことにより、ポリープが声帯全部に広がり、ゼリー状に腫れ上がってしまうという喉の大病を患っていたシーナ。ライブ直後に呼吸困難となって、窒息死寸前という状態に陥り緊急手術を行った。幸運にも名医と出会ったことで奇跡的に喉の大病を克服した）。4月プライベートで来日中のウィルコ・ジョンソンと共にライブを企画「TOKYO SAKURA SESSION　2009」をレッドシューズで開催。大人のロックショウ”、6地区14公演　ブルーノート名古屋、ブルーノート東京、ビルボードライブ大阪を始めとする。 各地ソールドアウト。着席でもロックンロールを体感できる事を証明。
- 2010年、テレビ西日本のテレビドラマ 『ハートブレイク屋台』で女優に初挑戦。また、出演者全員「GIRL!」にこだわったイベント「BAD GIRL ROCK」を発起した。福島県郡山市立美術館にて鮎川・シーナによるトークショー『60'sロック談義』を行う。
- 2011年3月九州新幹線開通式典に鮎川とシーナで出演する当日、東日本大震災が起きてイベントが中止となる。7月シーナの故郷、北九州で東日本大震災復興支援チャリティーライブを開催、北九州市長にライブの全売上金を寄付する。9月布谷文夫と『スーパーセッション2011』を東京・北海道計4ヵ所にて開催。世界的なロック・フォトグラファーBOB GRUENの歴史的なロックスターばかりを撮影した写真集「ROCK SEEN」に唯一日本人アーティストして、シーナ＆ロケッツのNY・CBGBでのライブ写真が２枚掲載されたことが話題となる。（2004年のボブ・グルーエンによるCBGB写真集にも同写真が掲載されている他、CBGB救済にも名を連ねている）
- 2012年シーナの故郷、北九州市若松の若戸大橋50周年イベントにトークライブで出演。
- 2013年SHEENA & THE ROKKETSがウィルコ・ジョンソンのホストバンドとして、WILKO JOHNSON TOKYO SESSION　2013を開催する。ライブDVDを発売し即完売する。4月から35TH ANNIVERSARY TOUR を全国25ヵ所にて開催する。5月富士スピードウェイにてハーレーダビッドソン日本上陸100周年を祝。1万人規模の来場者を魅了する。7月代々木公園のフリーフェス『EARTH GARDEN』に出演、投げ銭ライブにて過去最高の動員と投げ銭額を記録する。ウッドストック継承、長野の『フォーク＆ロックフェス』に出演。FUJI ROCK FESTIVAL'13に5年ぶり、かつ5回目の出演。12月鋤田正義写真展にて鮎川誠＆シーナのトークショーを開催。12月ニューイヤー・ロックフェス36年連続完全出場記録を更新。
- 2014年5月鮎川誠 生誕66年祭シーナ＆ロケッツ２デイズを行う。7月6年ぶりとなる18枚目のオリジナルアルバム「ROKKET RIDE」を発表。１２曲の新曲は２日間で全て録音された。9月日比谷野外音楽堂にてワンマンライブを開催。福岡にてミュージックシティ天神、シーナの故郷・北九州若松にて高塔山ロックフェス開催。11月ヒステリックグラマーの30周年イベントに出演。
- 2015年2月14日、子宮頸癌のため東京都内の病院で死去[1]。61歳没。通夜は2月18日、告別式は2月19日に東京・下北沢の葬祭場で行われた。シーナの通夜には、アマチュア時代から親交があった海援隊（武田鉄矢・中牟田俊男・千葉和臣）や内田裕也、石橋凌、YMOの細野晴臣、高橋幸宏、浅井健一、甲本ヒロト、映画監督の崔洋一、歌舞伎役者の中村獅童、写真家の鋤田正義ら多くの著名人をはじめ2000人が参列した。

- 今後の活動について鮎川はシーナの遺志を継いでいくことを明言し、シーナ＆ロケッツを続行。鮎川が全曲のボーカルを取り、オリジナルメンバーの奈良敏博、川嶋一秀と共に3ピースで活動を続け、以降も数々のイベントやロックフェスに出演している。また鮎川とシーナの末娘であるLUCYが2015年4月7日「シーナの日#1」よりゲストボーカルをつとめる。特別なライブのみLUCYが入った4人編成でライブを行っている。

- 2016年8月、最愛のパートナーであり、妻であり、日本の女性ロックボーカリストの先駆けであったシーナとの出会いから、シーナ&ロケッツ結成秘話、そしてずっと一緒に歩んできた日々を語った鮎川誠のロングインタビューをノーカットで「シーナの夢　若松、博多、東京、HAPPY HOUSE」（西日本新聞社）として書籍化。発売後2週間には増版される。またそのロングインタビューを放送したCROSS FM「HAPPY HOUSE」は、日本放送文化大賞グランプリを受賞。

- 2017年鮎川の69歳（ロック年）を記念して、シーナ＆ロケッツ史上初の全国47都道府県ツアー「47（SHEENA）ROKKET RIDE TOUR」を全県踏破して40周年目に突入した。

- 2018年デビュー40周年を迎えて、鮎川誠の監修・選曲による41曲がリマスターされた最新ベスト盤「ゴールデン☆ベスト EARLY ROKKETS 40+1」、「ゴールデン☆ベスト VICTOR ROKKETS 40+1」をソニー・ビクターからそれぞれ2月28日、3月28日に2ヵ月連続Ｗリリース。また鮎川は、シーナの亡くなった年より4月7日をシーナの日として追悼イベント「シーナの日」を主謀し、細野晴臣をはじめ、縁の深いアーティストがゲスト出演している。2018年の4回目の「シーナの日」はベスト盤のリリースにちなんで、一夜に42曲を演奏してファンを魅了した。またシーナの逝去から3年後、シーナ&ロケッツを題材とした、NHK福岡放送局制作の『福岡発地域ドラマ「You May Dream〜ユーメイ ドリーム」』が2018年3月2日に九州・沖縄地方で放送[3][4][5]。さらに、2018年9月24日には、NHK総合テレビジョンで、全国放送された。

## 人物
- 大のブラックコーヒー好きであった。血液型はO型。上京以来、下北沢に在住。
- テレビや広告媒体をはじめ各種メディアへの登場も数多い。トヨタ自動車、森永製菓、三菱電機、ヤクルト、レノマ、ユニクロなどのCMにも出演した。また、鮎川とのニューオリンズ、ミシシッピ旅行で、自らのカメラで撮影した夫やブルースマン・綿畑などの写真を展示する個展を下北沢にて行った。
- 30年以上に渡る過酷なライブ・ツアーから喉を酷使したことにより、ポリープが声帯全部に広がり、ゼリー状に腫れ上がってしまうという喉の大病を患っていたが、2009年ライブ直後に呼吸困難となり窒息死寸前という状態に陥ったため緊急手術を行った。奇跡的に克服し、再びステージで歌える喜びを自身の著書『YOU MAY DREAM』の中に綴っている。
- 物書きにもファンは多く、マンガ家の岡崎京子、小説家の吉本ばななをはじめ、数々のマンガ・小説に鮎川と共にモデルとなって登場している。
- 愛犬家としても知られ、上京以来、40年に渡り、犬を飼っている。ムツゴロウ動物王国から譲られた大型犬（ラブラドール・レトリバー、アイリッシュ・ウォーター・スパニエル）を一代目とし、３代目は近所のたばこ屋のおばあちゃんが飼えなくなった為、老齢のヨークシャーテリアを引き取った。同じくヨークシャーテリアの四代目は2011年の震災孤児を引き取っている。
- 2014年7月にシーナが体調を崩して、子宮頸がんのステージIVが発覚したが、シーナの強い希望により亡くなるまでファンや関係者でさえも家族以外に一切病状を明かされることはなかった。また休業することなく亡くなる1ヵ月前までライブ活動を行った。

## 家族
鮎川と結婚後、3人の娘を儲けた。長女はモデルの鮎川陽子、次女・鮎川純子（JUNK THE RIPPER)と三女・知慧子(LUCY　MIRROR）はロックバンドDARKSIDE MIRRORSで活動。陽子と純子は双子である。

## ディスコグラフィ

### アルバム

#### オリジナル・アルバム
|             | 発売日         | タイトル                 | 規格        | 規格品番    |
| ¥EN RECORDS | ¥EN RECORDS    | ¥EN RECORDS              | ¥EN RECORDS | ¥EN RECORDS |
| ----------- | -------------- | ------------------------ | ----------- | ----------- |
| 1st         | 1982年12月26日 | いつだってビューティフル | LP          | YLR-28005   |
| 1st         | 1982年12月26日 | いつだってビューティフル | CT          | YLC-28005   |

### 参加作品
| 発売日        | 商品名             | アーティスト             | 楽曲                              | 備考                                                                               |
| ------------- | ------------------ | ------------------------ | --------------------------------- | ---------------------------------------------------------------------------------- |
| 1984年        | ROKKET SIZE        | THE ROKKETS              | 「GET IT ON BABE」                |                                                                                    |
| 1984年        | ROKKET SIZE        | THE ROKKETS              | 「I'M FLASH "Consolation Prize"」 |                                                                                    |
| 1984年        | ROKKET SIZE        | THE ROKKETS              | 「ANGEL OH! ANGEL」               |                                                                                    |
| 1984年        | ROKKET SIZE        | THE ROKKETS              | 「CREAM IN MY JEANS」             |                                                                                    |
| 1984年        | ROKKET SIZE        | THE ROKKETS              | 「VINTAGE VIOLENCE」              |                                                                                    |
| 1984年        | ROKKET SIZE        | THE ROKKETS              | 「DYNAMITE」                      |                                                                                    |
| 1984年        | ROKKET SIZE        | THE ROKKETS              | 「ROKKET SHUFFLE」                |                                                                                    |
| 1984年        | ROKKET SIZE        | THE ROKKETS              | 「BLACK SNAKE」                   |                                                                                    |
| 1984年        | ROKKET SIZE        | THE ROKKETS              | 「ROCK'N ROLL SOLDIER」           |                                                                                    |
| 1984年        | ROKKET SIZE        | THE ROKKETS              | 「THE LONELY ONE」                |                                                                                    |
| 1984年        | ROKKET SIZE        | THE ROKKETS              | 「L'ETRANGER」                    |                                                                                    |
| 1984年        | ROKKET SIZE        | THE ROKKETS              | 「ROCK IS ALRIGHT」               |                                                                                    |
| 2005年5月25日 | 明治チェルシーの唄 | シーナ (シーナ&ロケッツ) | 「チェルシーの唄」                | 各ミュージシャンによる「チェルシーの唄」が収録されているコンピレーション・アルバム |

## 著書
- 『YOU MAY DREAM ロックで輝きつづけるシーナの流儀』（2009年12月、じゃこめてい出版） ISBN 9784880434148

## 登場作品
- You May Dream - NHK福岡放送局制作「福岡発地域ドラマ」（2018年、演：石橋静河）